# Unión y Progreso, Santiago Nuyoó
Unión y Progreso är en ort i Mexiko.   Den ligger i kommunen Santiago Nuyoó och delstaten Oaxaca, i den sydöstra delen av landet, 300 km sydost om huvudstaden Mexico City. Unión y Progreso ligger 1 589 meter över havet och antalet invånare är 223.
Terrängen runt Unión y Progreso är bergig åt sydväst, men åt nordost är den kuperad. Runt Unión y Progreso är det ganska tätbefolkat, med 72 invånare per kvadratkilometer. Närmaste större samhälle är Putla Villa de Guerrero, 19,3 km väster om Unión y Progreso. Trakten runt Unión y Progreso består i huvudsak av gräsmarker.